# Б-265 «Краснодар»
Б-265 «Краснодар» — российская дизель-электрическая подводная лодка проекта 636.3 «Варшавянка», входящая в состав 4-й отдельной бригады подводных лодок Черноморского флота ВМФ России. Четвёртый корабль в серии из 6 единиц проекта 636.3 «Варшавянка», назван в честь российского города Краснодар.

## История строительства

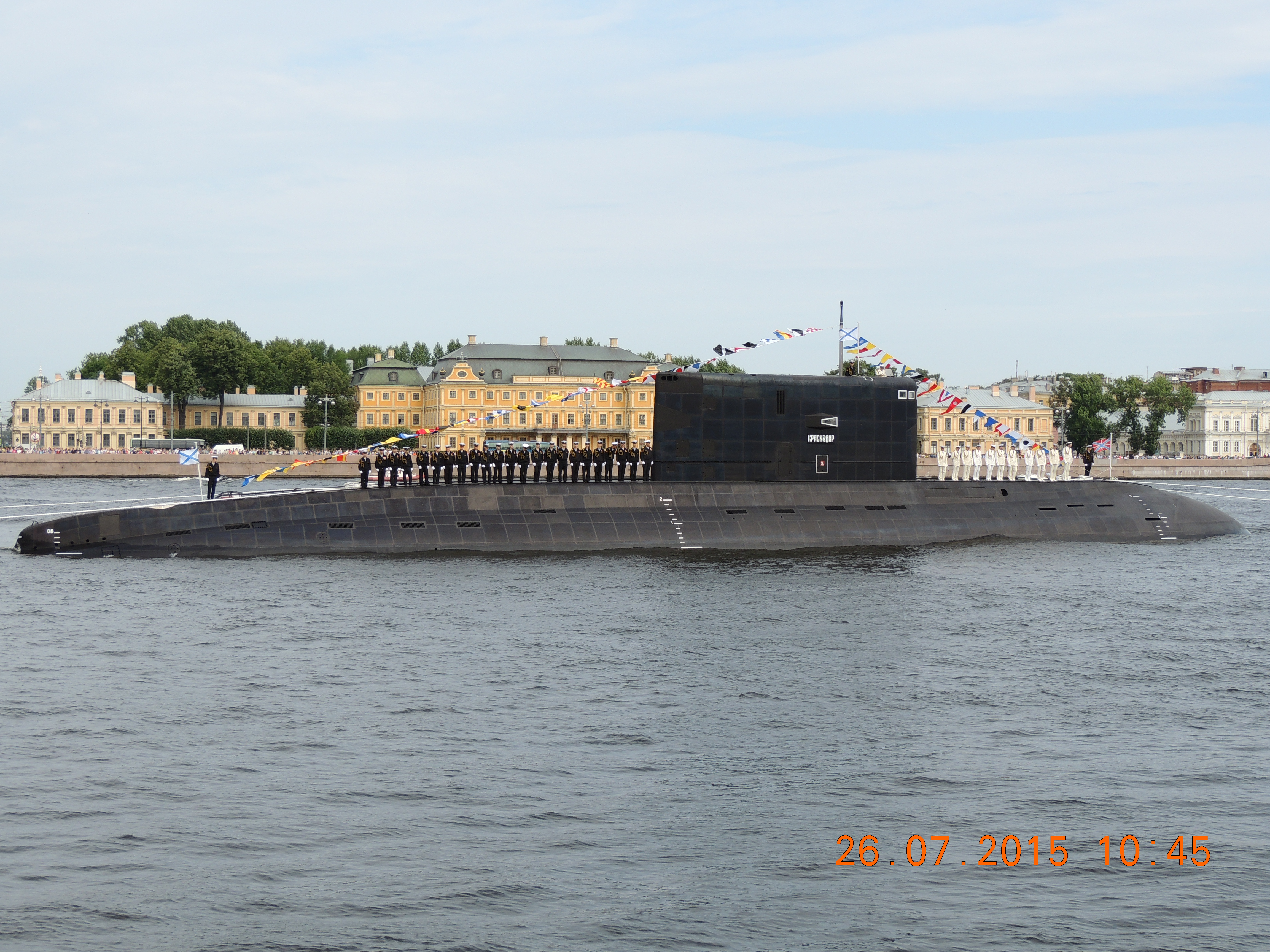
Б-265 на Неве, День ВМФ, 2015 год

Лодка была заложена 20 февраля 2014 года на заводе «Адмиралтейские Верфи» в Санкт-Петербурге под строительным номером 01673.
По данным на 30 октября 2014 года, продолжалось формирование корпуса. 
Спущена на воду 25 апреля 2015 года.
10 августа 2015 года после выполнения мероприятий по размагничиванию совершила свой первый выход в море на ходовые испытания.

## Служба
5 ноября 2015 года принята в состав Военно-Морского Флота России. Приказом главнокомандующего ВМФ адмирала Виктора Чиркова на подлодке поднят Андреевский флаг.
20 апреля 2016 года в Балтийском море с лодкой, возможно, имело место навигационное происшествие. Предположительно произошло столкновение с польской субмариной «Ожел». На вернувшейся в Санкт-Петербург 4 мая 2016 года в сопровождении двух буксиров лодке установили строительные леса, и нанесли разметку в районе ограждения выдвижных устройств, наличие которой может свидетельствовать о планируемых работах с выдвижными устройствами, такими как перископы, антенны связи и другие. Именно они могли пострадать при столкновении на приповерхностной глубине. Официальных подтверждений сделано не было.
9 июля 2016 года были завершены ремонтные работы и лодка покинула «Адмиралтейские верфи», на территории которых она находилась после 4 мая 2016 года.
8 апреля 2017 года, как сообщила пресс-служба Минобороны РФ, лодка осуществила успешный запуск крылатой ракеты по надводной мишени на Балтике.
4 мая 2017 года начала океанский переход к месту своей постоянной дислокации в Новороссийской базе ЧФ ВМФ РФ.
С мая 2017 года принимает участие в выполнении боевых задач в составе постоянного оперативного соединения ВМФ России в Средиземном море.
30 июля 2017 года приняла участие в военно-морском параде РФ в сирийском Тартусе.
7 августа 2017 года прошла через Черноморские проливы и 9 августа 2017 года прибыла в Севастополь, завершив деятельность в составе сил постоянного соединения Военно-Морского Флота в Средиземном море.
19 августа 2020 года подводная лодка встала на плановый ремонт на «Кронштадтский морской завод», после выхода из ремонта подводной лодки Б-262 «Старый Оскол». 24 декабря 2020 года подлодка завершила ремонт и в начале 2021 года ушла на службу в Средиземное море.

## Боевое применение
В мае и июне 2017 года лодка выполняла пуски крылатых ракет «Калибр» из подводного положения по укрытиям боевиков ИГ в ходе операции российских войск в Сирии.
По информации украинских СМИ, «Краснодар» был одной из шести подлодок, одна из которых в ходе войны с Украиной нанесла ракетный удар по центру Винницы 14 июля 2022 года, в результате которого погибли 27 человек.

## Командиры
- капитан 2 ранга Д. Сопин (ноябрь 2015 года — декабрь 2016 года)
- капитан 2 ранга Станислав Леонидович Ржицкий (декабрь 2016 года — август 2022). По информации украинских СМИ, командовал «Краснодаром», одной из шести подлодок, одна из которых атаковала Винницу ракетами в середине 2022 года, в результате чего погибли 27 человек. По информации разведки Украины, позже Ржицкий отказался выполнять приказы командования[23]. По информации близких Ржицкого однако, он проходил процедуру увольнения с конца 2021 до августа 2022 года, находился в Севастополе и в море не выходил[24]. Застрелен 10 июля 2023 в Краснодаре, где работал заместителем начальника отдела по мобилизационной работе администрации Краснодара[22][25][26].